# Архитектура Јерменије
Јерменска архитектура (јерм. Հայկական ճարտարապետություն) представља јерменски архитектонски стил, који има богату историју и обухвата готово три миленијума развоја.
Јерменска средњовековна архитектура и јерменске цркве имају неколико различитих обележја. Имају један од првих националних стилова градњи цркви.
Заједничке ознаке укључују следеће елементе:
- Купола, подсећа на врх планине Арарат, заобљена је и радијално сегментирана.[2]
- Вертикални нагласак целе структуре, висина цркве је већа од дужине.
- Појачавање утиска окомитости високим, уским прозорима.
- Заобљени сводови.
- Материјал градње је готово искључиво камен, најчешће вулкански туф или базалт.
- Сложени кров који се састоји од фино резане шиндре од туфа.
- Фреске и резбарије, ако су присутне, опонашају лишће винове лозе.
- Користе се високи лукови.

Архитектура Јерменије развијала се вековима и била је под утицајем Ирана, Византије и Европе.
Најстарија архитектура показује утицај државе Урарту. То су биле кружне грађевине, с пажљиво зиданим блоковима од локалног вулканског камена.
У данашњој Јерменији постојале су грчке колоније, чији су храмови углавном уништени у земљотресима. Осим храмова, градили су се амфитеатри и римска купалишта. Након увођења хришћанства 304. године, више грчких храмова постали су хришћанске цркве.
Прве хришћанске цркве имале су тетраконхни план попут цркве Свете Хрипсиме. Катедрала у Звартноцу се срушила 930. године, а њени остаци и данас показују мајсторство заната јерменских градитеља.
Осим храмова, градиле су се и световне грађевине за време јерменских краљева. Примењују се архитектонски облици као што су лукови, који су вековима испред сличних облика у архитектури западне Европе. Касније, Јерменија је ушла у раздобље опадања. Учестали напади непријатеља нису били погодни за изградњу нових храмова и палата, па су градитељи само проширивали постојеће објекте.
У 19. веку Јерменија је постала покрајина Руског царства, када је уследо период слабог доприноса развоју националне културе. Током тог раздобља није било значајних нових грађевина. Из совјетског раздобља истиче се Матенадаран, ризница старих рукописа и књига.
Јерменска архитектура постоји и у многим земљама где живи јерменска дијаспора. Пример је јерменска катедрала у Лвиву у Украјини.

## Галерија
- Црква Свете Хрипсиме
- Хор Вирап
- Ечмијадзинска катедрала
- Манастир Санахин
- Манастир Гегард
- Манастир Нораванк
- Црква Шогакат
- Јерменска катедрала у Лвиву